# Gerfroi
Gerfroi est un ecclésiastique, archevêque de Besançon, cité de 932 à 953.

## Biographie
Après la mort de l'archevéque de Besançon Bérenger, le comte de Mácon et de Besançon Aubry Ier propose le siège épiscopal à un de ses parents, Maieul, alors archidiacre de Mâcon et futur abbé de Cluny. Celui-ci refuse,,. Ensuite, un certain Gontier est élu archevêque, mais meurt avant d’être consacré. Il est alors remplacé par Gerfroi,.
Gerfroi est élu archevêque de Besançon vers 930. Il est attesté pour la première fois sur ce siège en 932, quand le roi Rodolphe II de Bourgogne lui demande de consacrer trois nouveaux évêques, ceux de Lausanne et de Belley, ses suffragants, ainsi que celui de Sion,,, même si ce dernier siège épiscopal ne relève pas de la province ecclésiastique de Besançon. Les évêques en question sont Bero à Lausanne, Jérôme à Belley et Ansmundus à Sion.
Gerfroi participe à un concile à Tournus en 944. Contrairement à d'autres archevêques de Besançon, il n'est pas invité à bénir les nouveaux abbés de Cluny. L'administration de son diocèse est connue par douze actes. Parmi eux, deux originaux subsistent, datés de 944 et de 945, ce dernier portant sa signature autographe,. Gerfroi est également témoin dans différents actes, notamment une donation effectuée par le duc de Bourgogne Hugues le Noir et une autre effectuée en 951 par le comte de Bourgogne et de Mâcon Liétald II de Mâcon,. C'est sous son épiscopat qu'apparaissent pour la première fois dans le diocèse de Besançon des archidiacres et que le patrimoine de l'Église de Besançon se forme,. Il est attesté jusqu'en 953,.
D'après la localisation des biens possédés plus tard par son neveu et homonyme Gerfroi, l'archevêque Gerfroi semble être originaire du comté de Chalon, dans le duché de Bourgogne,.